# Euthalia antiquea
Euthalia antiquea är en fjärilsart som beskrevs av Schröder och Colin G.Treadaway 1980. Euthalia antiquea ingår i släktet Euthalia och familjen praktfjärilar. Inga underarter finns listade i Catalogue of Life.